# Humilladero del Santo Cristo (La Parrilla)

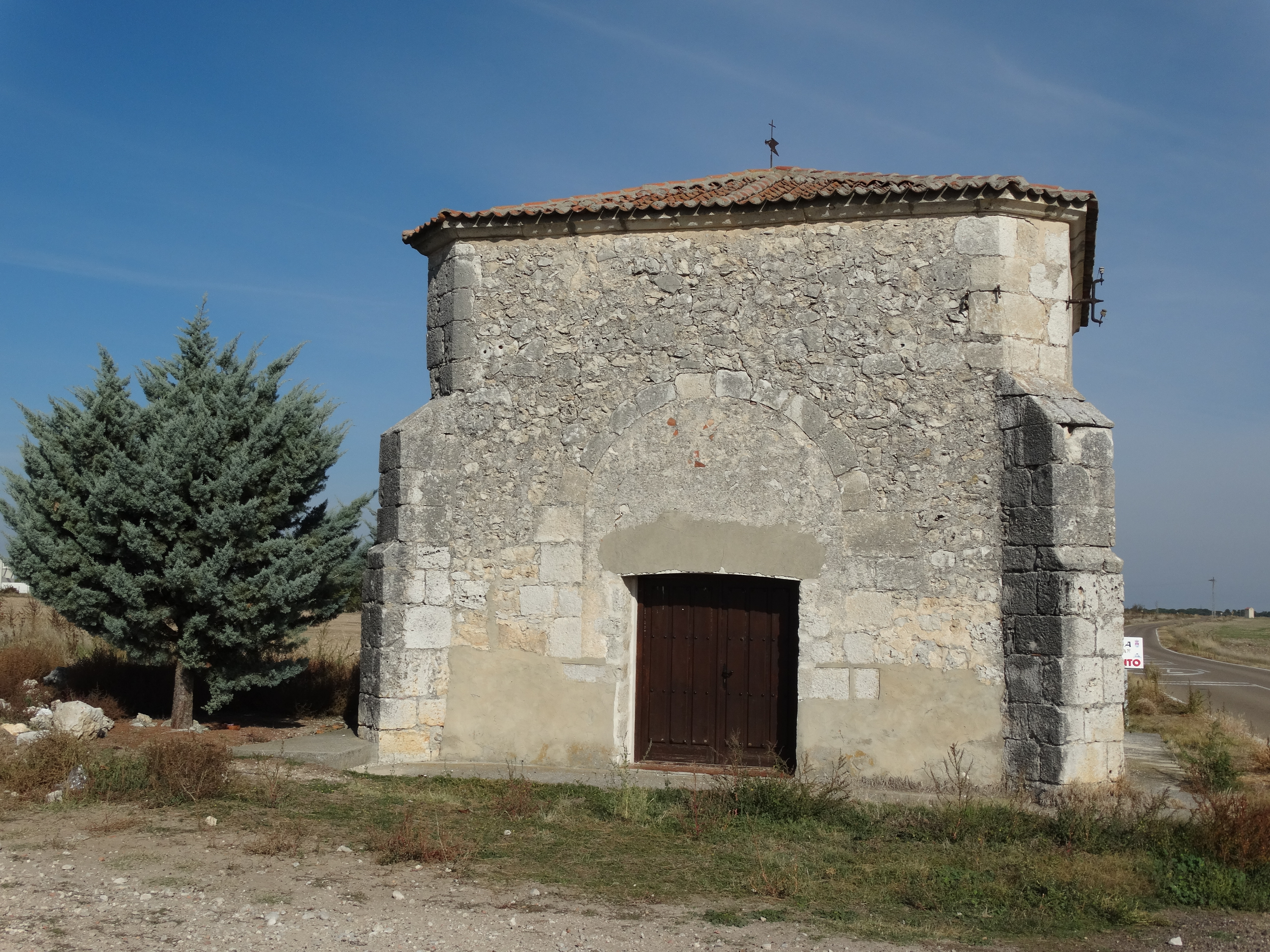
Fachada principal

El humilladero del Santo Cristo del municipio de La Parrilla se encuentra a la salida (o a la entrada, según se acceda) del pueblo, por el norte, en la confluencia de dos caminos: uno conducía al puente de Tudela (y desde allí a Valladolid) y el otro al puente de Villalba (que ya no existe).

## Descripción
Es de planta cuadrada con contrafuertes en las esquinas que sustentan bien la bóveda de crucería. Estas características conducen a señalar su construcción en la primera mitad del siglo XVI. Es uno de los humilladeros más antiguos de la provincia de Valladolid. Tenía dos grandes portadas, una mirando al pueblo y la otra al sureste. A juzgar por el tamaño de los vanos y teniendo en cuenta su construcción se puede deducir que estas puertas en su origen se cerraban con verja y tenían una mayor altura. Es comparable con el humilladero de Villavieja del Cerro y el de Matilla de los Caños.
A veces sucedía que estos humilladeros iban perdiendo su verdadero uso religioso y acababan sirviendo como refugio del ganado. Por esta razón en el siglo XVII los visitadores reclamaban a las autoridades que se tapiaran las puertas. En algún momento en el trascurrir de los años el recinto volvió a tener culto para lo cual se abrió una pequeña puerta de acceso. La historia más reciente es de 1998 en que las puertas estaban abiertas y aunque la iglesita seguía sin culto conservaba un rústico altar. En 1999 se restauró el edificio y se adecentaron los alrededores dejando las puertas tapiadas para evitar el vandalismo.